# Натале Массара
Натале Массара (італ. Natale Massara); справжнє ім'я Натале Бефаніно (італ. Natale Befanino); нар. 23 грудня 1942, Оледжо, Італія) — італійський аранжувальник, диригент, композитор, саксофоніст, кларнетист і продюсер.

## Біографія
Натале закінчив Консерваторію імені Джузеппе Верді в Мілані, де навчився грати на кларнеті.
Дебютував у світі поп-музики як саксофоніст у гурті Адріано Челентано «I Ribelli». Після того як залишив гурт, Натале став працювати в студії Челентано «Clan Celentano».
Натале Массара став відомий як композитор кінофільмів, він диригував оркестром на фестивалі в Сан-Ремо у 1969, 1970, 1971, 1973, 1974 і 1977 роках, який був супроводом для різних співаків.
Співпрацював з багатьма артистами, серед яких: Лучіо Баттісті, гурт «Equipe 84», Адріано Челентано, Міа Мартіні, Мільва, Донателла Ретторе, Мілена Канту і Міна Мадзіні.
Серед найбільш відомих його пісень: «Comunque» (написана для Джино Сантерколе), «Nevicate» (для Мії Мартіні), «Come mio padre» (для Паули) і «La volpe» (для Іко Черутті).

## Дискографія («I Ribelli»)

### LP(33 оберти)
- 1968 – I Ribelli (Dischi Ricordi, SMRP 9052)

### LP (45 обертів)
- 1961 – Red River Valley/Ciu Ciu - (Celson, QB 8030)
- 1961 – Enrico VIII/200 all'ora - (Celson, QB 8031)
- 1962 – La cavalcata/Serenata a Valle Chiara - (Clan Celentano, ACC 24002)
- 1963 – Alle nove al bar/Danny boy - Clan Celentano/I Ribelli, R 6000; Il lato B è accreditato a Natale Befanino e i Ribelli)
- 1964 – Alle nove al bar/La cavalcata - (Clan Celentano/I Ribelli, R 6001; stesse versioni dei dischi precedenti)
- 1964 – Chi sarà la ragazza del Clan?/Quella donna - (Clan Celentano/I Ribelli, R 6002)
- 1966 – A la buena de dios/Ribelli - (Clan Celentano, ACC 24034)
- 1966 – Per una lira/Ehi...voi! - (Clan Celentano, ACC 24039)
- 1966 – Come Adriano/Enchinza bubu - (Clan Celentano, ACC 24041)
- 1967 – Pugni chiusi/La follia - (Dischi Ricordi, SRL 10451)
- 1967 – Chi mi aiuterà/Un giorno se ne va - (Dischi Ricordi, SRL 10470)
- 1968 – Nel sole, nel vento, nel sorriso e nel pianto/Come sempre - (Dischi Ricordi, SRL 10506)
- 1968 – Yummy Yummy Yummy/Un posto al sole - (Dischi Ricordi, SRL 10514)
- 1969 – Obladì Obladà/Lei m'ama - (Dischi Ricordi, SRL 10522)
- 1969 – Goodbye/Josephine - (Dischi Ricordi, SRL 10549)
- 1970 – Oh! Darling/Il vento non sa leggere - (Dischi Ricordi, SRL 10579)
- 1977 – Illusione/Calore - (Dischi Ricordi, SRL 10843)

## Сольна дискографія

### LP (33 оберти)
- 1971 – Politica (Pegaso, PG 1)
- 1972 – Amore giovane (Pegaso, PG 4)